# Hochzeit mit Erika (Film)
Hochzeit mit Erika ist eine 1949 entstandene deutsche Filmkomödie von Eduard von Borsody mit Marianne Schönauer, Wolfgang Lukschy, Hans Holt und Dorit Kreysler in den Hauptrollen. Der Geschichte liegt die gleichnamige Operette (ebenfalls 1949) von Eduard Künneke mit einem Libretto von Willi Webels zugrunde.

## Handlung
Die Handlung folgt eng dem Geschehen der gleichnamigen Operette, die kurz zuvor, am 31. August 1949, im Düsseldorfer Stadttheater uraufgeführt worden war und nach nur wenigen Aufführungen gleich wieder abgesetzt wurde: Der attraktive Deutsch-Amerikaner Fred, ein Herr in den besten Jahren, soll im Rheinischen die Tochter des befreundeten, verarmten Baron Kroko ehelichen. Ehe es dazukommen kann lernt er die hübsche Erika, ein einfaches Blumenmädchen, kennen und verliebt sich in sie. Doch die verschmähte Baronesse Irene bleibt nicht allein zurück: Ein junger und stets fröhlich vor sich hinträllernder Gärtnerbursche namens Peter stellt sich gern zur Verfügung, und so findet, nach zahlreichen Gesangsduetten, jeder Topf seinen Deckel.

## Produktionsnotizen
Die Dreharbeiten für Hochzeit mit Erika begannen mit Außenaufnahmen am 27. August 1949 auf der Kirmes in Neuss und wurden am 19. November abgeschlossen. Die Uraufführung fand am 31. Januar 1950 in Düsseldorf statt, die Berliner Premiere war am 4. August 1950.
Produzent Franz Vogel übernahm auch die Produktionsleitung. Alfred Bütow schuf die Filmbauten, Franz Marszalek übernahm die musikalische Leitung.

## Wissenswertes
Hochzeit mit Erika war der letzte von insgesamt drei Versuchen des Produktionsveteran Franz Vogel, 1949 mit seiner neu gegründeten Euphono-Film auch im bundesdeutschen Nachkriegskino zu reüssieren. Nachdem alle drei Filme, die er 1949 hergestellt hatte, an der Kinokasse gefloppt waren, stellte er bereits 1950 die Spielfilmproduktion ein. Ein im selben Jahr geplanter Film mit Hans Albers, ein Schwank unter dem Titel „Jonny zahlt alles“, kam nicht mehr zustande. Danach stellte Vogel nur noch einige Jahre lang Kultur- und Dokumentarfilme her.

## Kritiken
Der Spiegel schrieb: “Es kam eine 2400 Meter harmlos plätschernde Operettenhandlung heraus, schwach mit Filmwasser getauft. Marianne Schönauer und Wolfgang Lukschy gaben sich viel Mühe, bei unvermuteten Großaufnahme-Duetten natürlich auszusehen. Manchmal gelang es. Auch das andere Paar, Dorit Kreysler – Hans Holt, sang sich tapfer bis zum Ende durch. Allein Kurt Großkurth als schalkhaftbiederer Jakob bringt es zu echtem Heiterkeitsapplaus. Charlott Daudert, eine bebrillte, lispelnde Sekretärin, strickt meistens.”
Im Lexikon des Internationalen Films heißt es: „Liebesprobleme und -intrigen zwischen Arm und Reich finden ein operettenhaftes Happy-End für drei glückliche Paare. Leichtgewichtige Allerweltsunterhaltung, deren Handlung ganz offensichtlich nur als der Rahmen für die neuesten Schlager von Eduard Künneke erdacht wurde, die aber auch nur belanglos bis gefällig-seicht ausgefallen sind.“